# Tiếng Abenaki
Abenaki (alənαpαtəwéwαkan) là một ngôn ngữ Algonquian của Quebec và các bang phía bắc của New England hiện đang có nguy cơ tuyệt chủng. Ngôn ngữ này có những phiên bản ở phía Đông và phía Tây có sự khác nhau về từ vựng và âm vị học và đôi khi được coi là những ngôn ngữ riêng biệt.
Các ngôn ngữ Đông Abenaki được sử dụng bởi một số dân tộc bao gồm Mi'kmaq, Maliseet, Passamaquoddy và Penobscot của vùng duyên hải Maine. Người bản địa nói thông thạo cuối cùng được ghi nhận là Madeline Shay của dân tộc Penobscot đã qua đời vào năm 1993. Tuy nhiên, một số người Penobscot lớn tuổi vẫn nói tiếng Penobscot. Họ luôn nỗ lực không ngừng để bảo tồn ngôn ngữ này và dạy nó trong các trường học địa phương. Các phương ngữ khác của Đông Abenaki như Caniba và Aroosagunticook được ghi lại bằng tài liệu tiếng Pháp từ thời thuộc địa.